# Mega Man
Mega Man, auch Megaman oder MegaMan geschrieben, ist eine der populärsten Videospielreihen der japanischen Softwarefirma Capcom mit dem gleichnamigen Protagonisten, einem blauen Kampfroboter, der in Japan als Rockman (jap. ロックマン Rokkuman) bekannt ist.
Das ursprüngliche Spielprinzip ist es, mit der Videospielfigur einen Level schießend und springend zu durchqueren, um am Ende jeweils einen Endgegner zu besiegen. Dabei hat der Spieler die freie Wahl, in welcher Reihenfolge er die Level angehen möchte. Von besiegten Endgegnern erhält Mega Man jeweils eine zusätzliche Feuerwaffe; diese unterscheiden sich in Steuerung, Feuerrate sowie Effektivität und können auch außerhalb von Kämpfen nützlich sein. Da jeder Endgegner gegenüber einer dieser Spezialwaffen besonders empfindlich ist, kann sich der Spieler eine strategische Reihenfolge, in der die Levels gespielt werden, erarbeiten.
Mit der Zeit hat sich die Reihe weiterentwickelt, indem sie Ableger hervorbrachte, darunter die X-, Zero-, Legends- und Battle-Network-Reihe. Die Mega-Man-Franchise umfasst 132 Spiele mit 30 Millionen verkauften Einheiten. Die Spiele der ursprünglichen Reihe lassen sich als Jump ’n’ Runs beschreiben. Im Oktober 2018 erschien mit Mega Man 11 der aktuelle Titel des Franchises.

## Mega Man (Classic)

### Handlung
Zu Beginn des 21. Jahrhunderts gelingt es dem Wissenschaftler Dr. Thomas Light menschenähnliche Roboter zu erschaffen: Mega Man und als Haushälterin Roll. Es folgten sechs Weitere, die Dr. Light zusammen mit seinem Kollegen Dr. Wily (Albert W. Wily) erschafft um als Aufseher für einfache Arbeitsroboter zu dienen und dementsprechend „Robot Master“ genannt werden. In einem Anflug von Größenwahn programmiert Wily diese neu, um ihm die Weltherrschaft zu sichern.
Mega Man bittet Dr. Light ihm die Möglichkeit zu geben Wily aufzuhalten, worauf dieser ihn widerstrebend in einen Kampfroboter umarbeitet. Das erste Spiel endet damit, dass Mega Man Dr. Wily und seine Roboter aufhält.
In Mega Man 2 entwickelt Dr. Wily acht neue Robot Master – dieses Mal speziell darauf ausgelegt, Mega Man auszuschalten – und scheitert erneut.
Nach seiner zweiten Niederlage entscheidet Dr. Wily sich in Mega Man 3 wieder Dr. Light zu unterstützen. Zusammen erschaffen sie neue Robot Master für zivile Zwecke, sowie einen Riesenroboter namens Gamma, welcher einen möglichen Roboteraufstand verhindern soll. Trotz dieser Absicherung wenden sich einige Minenroboter gegen Menschen. Light und Wily schicken Mega Man, um besondere Kristalle, die sie für ihre Arbeit brauchen, aus den Minen zu holen. Dabei zur Seite steht ihm der neue Roboterhund Rush. Als Mega Man genug Kristalle beisammenhat, stiehlt Dr. Wily sie und Gamma, um erneut nach der Weltherrschaft zu streben. Wieder liegt es an Mega Man ihn aufzuhalten, unterstützt wird er dabei von Proto Man, seinem Vorgängermodell. Mega Man zerstört letztendlich Gamma und stellt Wily. Durch den finalen Kampf wurde sein Labor jedoch in Mitleidenschaft gezogen und stürzt ein. Mega Man wird von Proto Man gerettet, Dr. Wily für tot erklärt.
Ein Jahr später – in Mega Man 4 – erscheint der Wissenschaftler Dr. Cossack mit eigenen Robotern und erklärt Dr. Light den Kampf. Proto Man findet und befreit Dr. Cossacks Tochter Kalinka welche erklärt, dass Dr. Wily noch lebt und sie als Geisel benutzte um Dr. Cossack zum Bau der Roboter zu zwingen. Als dieser von der Rettung seiner Tochter erfährt, unterstützt er fortan Dr. Light. Es gelingt Mega Man Wily aufzuhalten, welcher jedoch wieder einmal entkommt.
In Mega Man 5 scheint Proto Man sich dem Bösen zugewandt zu haben und entführt Dr. Light. An dessen Stelle unterstützt Dr. Cossack Mega Man und stellt ihm den Robotervogel Beat zur Seite. Als Mega Man endlich Proto Man stellt, erscheint der echte Proto Man und entlarvt den Falschen als Dark Man, den Dr. Wily erschuf, um Proto Man als Sündenbock zu nutzen, nachdem er ihn gefangen nahm. Wily wird besiegt und sein Labor stürzt (mal wieder) ein, Mega Man hält die einstürzende Decke um Light und Wily zu schützen, was Letzterem zur Flucht verhilft.
In Mega Man 6 wird von Mr. X ein weltweites Roboterturnier ausgerufen. Dr Light schickt vorsichtshalber Mega Man als Beobachter zur Veranstaltung für den Fall, dass etwas schiefgeht. Was es auch tut: Mr. X übernimmt die Kontrolle über die acht stärksten Roboter und kündigt an, mit ihnen die Welt zu erobern. Während Mega Man versucht Mr. X davon abzuhalten wird klar, dass es sich bei ihm natürlich um Dr. Wily handelt. Diesmal gelingt es Mega Man Wily zu fangen und hinter Gitter zu bringen.
Doch Dr. Wily hat vorgesorgt, ein halbes Jahr nach seiner Verhaftung – in Mega Man 7 – werden von ihm eingelagerte Roboter aktiviert und befreien ihn. Als Mega Man sich anschickt sie aufzuhalten, trifft er auf den Roboter Bass und seinen Roboterhund Treble welche ihn im Kampf unterstützen. Bass hintergeht Dr. Light und Mega Man um Pläne zu stehlen, die es erlauben einen Roboter mit seinem Roboterhund zu kombinieren und es stellt sich heraus, dass Bass von Dr. Wily erschaffen wurde. Mega Man gelingt es wieder einmal Wily aufzuhalten und während Wily um sein Leben bettelt und das Labor um sie herum einstürzt, bemerkt Mega Man, dass er Wily vielleicht schon längst hätte umbringen sollen. Bevor er jedoch eine Entscheidung fällen kann, erscheint Bass, mokiert sich über Mega Mans Zögern und verschwindet mit Wily.

### Spielablauf
Jedes Spiel dieser Reihe führt den Spieler zu (meist acht) Bossgegnern, die ebenfalls von Dr. Wily erschaffen wurden. Diese Widersacher tragen Namen wie Fireman, Air Man oder Bubble Man, von denen man auf ihre Spezialwaffe schließen kann, die Mega Man bei Erfolg selbst einsetzen kann (siehe oben). Zu Beginn steht ihm nur sein Mega Buster zur Verfügung, der ab dem vierten Teil auch aufgeladen werden kann, um stärkere Schüsse abzugeben.
Die Spielabschnitte sind dem Aussehen des jeweiligen Robot Master entsprechend entworfen worden. Diese Bossgegner muss er am Ende nochmals besiegen, um schließlich auf den Endgegner (meist Dr. Wily) treffen zu können.
Neben den bereits erwähnten Waffen gehören spezielle Gegenstände (engl. Items) zum Repertoire des blauen Androiden. Diese eignen sich primär dazu, um widrige Stellen in den einzelnen Levels (etwa Überhänge oder große Gräben) zu überwinden und verbrauchen ebenfalls (Waffen-)Energie. Ab dem vierten Teil der Serie konnte man auch optionale Ausrüstungsgegenstände finden (im Original Adaptda genannt). Außerdem gibt es verschiedene Objekte, die Mega Man einsammeln kann, um seine Lebens- und Waffenenergie aufzufüllen.
Ein weiteres Charakteristikum der klassischen Serie ist ab dem zweiten Teil ein Passwort-System, das es dem Nutzer gestattet, das Spiel auch nach einer Pause (und dem Ausschalten des Spielgeräts) weiterzuführen. Die Teile 2 bis 5 haben miteinander gemeinsam, dass am Ende absichtlich falsche Passwörter ausgegeben werden, sodass die finalen Abschnitte in einem Durchgang gespielt werden müssen.

### Spiele

#### Ursprüngliche Veröffentlichungen
| - Mega Man – NES (1987) - Mega Man 2 – NES (1988) - Mega Man 3 – NES (1990) - Mega Man 4 – NES (1991) - Mega Man 5 – NES (1992) - Mega Man 6 (nur Japan/USA) – NES (1993) - Mega Man 7 – SNES (1995) - Mega Man 8 – PlayStation/Sega Saturn (1997) - Mega Man 9 – Wii, PlayStation 3, Xbox 360 (2008) - Mega Man 10 – Wii, PlayStation 3, Xbox 360 (2010) - Mega Man 11 – Switch, PlayStation 4, Xbox One (2018) Für den Game Boy: - Mega Man: Dr. Wily's Rache (1991) - Mega Man II (1991) - Mega Man III (1992) - Mega Man IV (1993) - Mega Man V (1994) | - Mega Man (nur USA) – IBM/PC (1990) - Mega Man 3 (nur USA) – IBM-PC (1992) - Rock Board (nur Japan) – NES (1993) - Rockman's Soccer bzw. Mega Man Soccer (nur Japan/USA) – SNES (1994) - Mega Man (nur USA) – Sega Game Gear (1994) - Rockman: The Power Battle (nur Japan) – Arcade (1995) - Rockman 2: The Power Fighters (nur Japan) – Arcade (1996) - Mega Man Battle & Chase (nur Japan/Europa) – PlayStation (1997) - Super Adventure Rockman (nur Japan) – PlayStation/Sega Saturn (1997) - Rockman & Forte (nur Japan) – SNES (1998) - Rockman Strategy (nur Taiwan) – IBM-PC (2001) - Rockman & Forte bzw. Mega Man & Bass – GBA (2002/2003) |

Cameo-Auftritte
- Super Smash Bros. for Nintendo 3DS / for Wii U[4]

#### Neuauflagen und Zusammenstellungen
- Mega Man: The Wily Wars – Sega Mega Drive (1994)

Sammlung verbesserter Remakes der NES-Spiele Mega Man 1, Mega Man 2 und Mega Man 3 inklusive Minispiel Wily Tower.
- Rockman Complete Works (nur Japan) – PlayStation (1999)

Rockman 1–6 auf einer PlayStation-CD, zahlreiche zusätzliche Features und eine Datenbank der Robotermeister.
- Rockman Battle and Fighters (nur Japan) – Neo Geo Pocket Color (2000)

- Mega Man & Bass – Game Boy Advance (2002)

Portierung der SNES-Version mit Datenbank fast aller in der Serie aufgetretenen Charaktere.
- Mega Man Anniversary Collection (nur USA) – GameCube/PlayStation 2/Xbox (2004)

Mega Man 1–8 plus zwei bisher unveröffentlichte Arcade-Spiele.
- Mega Man: Powered Up – PlayStation Portable (2006)

Remake des ersten Teils mit Leveleditor und stark verändertem Grafik-/Musikstil sowie der Möglichkeit, Onlineinhalte herunterzuladen.

## Mega Man X

### Handlung
Ähnlich wie in der Originalserie geht es in der Mega Man X-Reihe um einen ursprünglich friedlichen Androiden, der nach einem Verrat den Kampf zur Rettung der Welt aufnimmt. Dieser Android namens X, der von Dr. Light konstruiert wurde, ist der erste Android mit freiem Willen und echten Empfindungen. Im 22. Jahrhundert erschafft der Archäologe Dr. Cain nach X' Bauplan eine Reihe weiterer empfindender Androiden, die man ab diesen Zeitpunkt als Reploiden bezeichnet.
Es häuften sich jedoch nach einiger Zeit, mehrere Verbrechen, und andere schweren Delikte, die von (scheinbar) unkontrollierten Reploiden begangen werden. Diese Reploiden wurden schließlich als Mavericks (engl. f. Rebell, Außenseiter) klassifiziert. Als Gegenmaßnahme wurden daher die Maverick Hunter gegründet, die von Commander Sigma angeführt wurden, während Dr. Cain zunächst der Leiter der Organisation war. X wurde nach seiner vollständigen Aktivierung als Hunter mit einem Androiden namens Zero als Partner eingeteilt.
Zero war zu dem Zeitpunkt ein Hunter der S-Klasse, der die 17. Einheit MH anführt. X war, trotz seiner Fähigkeiten B-Klasse Hunter, da aufgrund seiner Fähigkeit zu Fühlen, ihn des Öfteren zu zögerlichen Handlungen, während der Ausübung seiner Pflichten führten.
Mega Man X (Handlung nach dem Original Megaman X-Spiel)
Sigma, der zuvor die Hunter als Commander angeführt hatte, wurde schließlich als Maverick entlarvt, da er schwere, zum größten Teil terroristische Anschläge verübt, teils koordiniert hatte. Dr. Cain übernahm daher seinen aktiven Posten als Commander. X und Zero hatten den Auftrag, einen Angriff zu stoppen, der gezielt auf Menschen gerichtet wurde. Am Ort des Geschehens (einem Highway) wird X von einem ehemaligen Hunter, namens Vile und seinem Walker (Robot Ride Armor) angegriffen. X wurde fast besiegt, jedoch im letzten Moment von Zero gerettet. Danach trennten sie sich. X kümmerte sich um die Reploiden, die sich Sigmas Feldzug angeschlossen haben, während Zero Informationen zu seiner Basis sammelte. Während der Kämpfe, die X bestritt, fand eine Kapsel, die eine Projektion von einem Mann anzeigte, der ihm seltsam vertraut war. Es stellte sich heraus, dass es Dr. Light war, der mehrere dieser Kapsel vorsorglich konstruierte, sollte die Welt wie zu seiner Zeit vor dem Chaos stehen. Sie beinhalten (im Laufe der X-Serie) zahlreiche Verbesserungen für X, die aber sein wahres Potenzial verbergen würden.
Als sich Zero und X wieder trafen, beschlossen sie Sigma anzugreifen. Beide werden jedoch zunächst von Vile erwartet. Zero wird in einem Energiefeld eingesperrt, danach unterlag X. Zum zweiten Mal rettet Zero seinen Partner, aber er opferte dabei sein Leben, indem er die Selbstzerstörung einleitete. Er offenbarte X zuvor, dass seine Kräfte viel stärker sind als seine. Die Explosion erfasste nur Vile's RRA. Sein Sieg über X war zum Greifen nahe, aber X bekam von sich selbst aus neue Kraft und zerstörte Vile im Kampf. Nach mehreren Fallen und Hindernissen kommt es schließlich zum finalen Kampf gegen Sigma. X triumphierte und die Basis wird zerstört. Doch Sigma war nicht zerstört und schwor zurückzukehren.
Megaman X2 (Die X-Hunter)
Ein halbes Jahr ist vergangen und die Anzahl der Maverick-Anschläge wurden nicht weniger, trotz X' Bemühungen. Eine Neue Organisation von Mavericks, die sich die X-Hunter nennen bekannte sich zu den jüngsten Ereignissen und sagen X den Kampf an. Während seines Einsatzes wurde die MH-Basis von drei Reploiden, mit den Namen Serges, Violen und Agile angegriffen. Sie stahlen die Teile von Zero, die man geborgen hatte und forderten X heraus. Obwohl sie starke Gegner waren, konnte X alle Teile wiederbeschaffen und Dr. Cain beorderte die Zusammensetzung von Zero fortzusetzen, während X auf der Jagd war. Schließlich wurde der Stützpunkt der X-Hunter lokalisiert. X inflitrierte die Basis und besiegte die X-Hunter und deren Mavericks. Nach dem Kampf wurde die Selbstzerstörung eingeleitet und X wurde überraschenderweise von Sigma kontaktiert. X folgte dem Signal und wurde von seinem Erzfeind mit einer Kopie von Zero erwartet. Plötzlich wurde der jedoch, bevor es zum Kampf kam von dem wahren Zero zerstört, der daraufhin den Energiereaktor suchte. Während dessen bekämpfte X Sigma. Obwohl er seinen Körper zerstörte, musste gegen ein Programm, eine virtuelle Virusform von Sigma antreten. Trotzdem blieben X und Zero siegreich und Sigma drohte weiterhin seine Rückkehr an. Seine letzten Worte jedoch waren: Warum Zero??? Er ist das letzte Werk des Doktors....
Die Mega-Man-X-Reihe gilt mit X8 als abgeschlossen.
Trotz der Unterschiede bei der Handlung und den Charakteren ist das Gameplay dem der Originalreihe ähnlich. Ein Unterschied ist, dass sich X und Zero an Wänden festhalten können, um tödliche Stürze zu vermeiden. Weiterhin ist Zero zusätzlich mit einer Art Energieschwert, dem sogenannten „Z-Saber“ ausgerüstet.

### Spiele

#### Ursprüngliche Veröffentlichungen
- Mega Man X – SNES/PC (1993)
- Mega Man X2 – SNES (1994)
- Mega Man X3 – SNES/PlayStation/Sega Saturn/PC (1995)
- Mega Man X4 – PlayStation/Saturn/PC (1997)
- Mega Man Xtreme – Game Boy Color (2000)
- Mega Man X5 – PlayStation/PC (2000)
- Mega Man Xtreme 2 – Game Boy Color (2001)
- Mega Man X6 – PlayStation/PC (2001)
- Mega Man X7 – PlayStation 2, (2003)
- Mega Man X: Command Mission – GameCube/PlayStation 2 (2004)
- Mega Man X8 – PlayStation 2/PC (2004)

#### Neuauflagen und Zusammenstellungen
- Mega Man X3 – PlayStation/Saturn/PC (1996) – Umsetzung des originalen SNES-Spiels mit Speicherfunktion und zusätzlichen Videosequenzen.
- Mega Man: Maverick Hunter X – Playstation Portable (2005) – Remake des ersten Teils. Beinhaltet eine 25 Minuten lange Animation (OVA, Anime), die kurz vor der Zeit aus Mega Man X1 spielt und viele neue Fakten offenbart. Das Spiel besitzt einen überarbeiteten Soundtrack und man kann mit Vile die gleiche Geschichte aus seiner Sicht spielen.
- Mega Man X Collection (nur USA) – Playstation 2/GameCube (2006) – Umsetzung aller Spiele von Teil 1 bis Teil 6 mit umgearbeitetem Speichersystem der Teile 1 bis 3 und weiteren Zusatz- und Bonus-Features.
- Mega Man X – iOS (2011) – Erster Teil mit überarbeiteter Grafik, Speicherfunktion, verschiedenen Schwierigkeitsstufen und einer Online-Rangliste.

## Mega Man Zero

### Handlung
Nach einem hundertjährigen Schlaf erwacht Zero im 24. Jahrhundert in einer Welt, in der Reploiden grundlos zu Mavericks erklärt und systematisch ausgelöscht werden, offenbar auf Anweisung von X selbst. An der Seite einer kleinen Widerstandsgruppe, geführt von der menschlichen Wissenschaftlerin Ciel, kämpft Zero gegen die von X gegründete Stadt Neo Arcadia und seine Wächter Leviathan, Harpuia, Fefnir und Phantom.
Am Ende des ersten Spiels erfährt Zero, dass der echte X schon seit einiger Zeit verschollen ist und man einen Nachbau angefertigt hatte, um die Sache vor der Bevölkerung zu vertuschen. Zero vernichtet das X-Duplikat.
Schließlich trifft Zero den echten X, der die Gestalt einer „Cyber-Elfe“ angenommen hat und Zero erzählt, dass er des Kämpfens müde ist.
Zu Beginn des zweiten Spiels übernehmen die drei überlebenden Mitglieder der Vier Wächter (Phantom kam bei Zeros Angriff auf Area X in Neo Arcadia um) das Kommando über Neo Arcadia und bestimmen Harpuia als ihren Anführer. Der Tod des X-Duplikats wird geheim gehalten, da die Menschen ihn als ihren Erlöser verehren.
Wenig später entflammt der Konflikt zwischen Neo Arcadia und der Widerstandsgruppe erneut. Inzwischen arbeitet Ciel an einer neuen Energiequelle, da sie den weltweiten Energiemangel für den eigentlichen Grund der Jagd auf Reploiden hält. Der neue Anführer des Widerstandes – der Reploid Elpizo – hält Ciels Bemühungen jedoch für sinnlos und bläst zum Sturm auf Neo Arcadia, den er als Einziger überlebt. Infolgedessen dem Wahnsinn verfallen, begehrt er die Macht der legendären Dunklen (Cyber-)Elfe, die vor hundert Jahren die Elfenkriege auslöste.
Mit Hilfe zweier Baby-Elfen aus Ciels Labor dringt Elpizo auf eigene Faust in den Tempel von Neo Arcadia ein, in dem der Körper des ursprünglichen X aufbewahrt wird. X war mit dem Ende der Elfenkriege verschwunden, nachdem er die Dunkle Elfe mit seinem eigenen Körper versiegelt hatte. Elpizo zerstört X Körper und bricht so das Siegel, das die Dunkle Elfe gefangen hielt und bemächtigt sich ihrer Kräfte. Zero kann ihn an der Auslöschung der Welt hindern, indem er Elpizo besiegt. Als dieser im Sterben liegt, entschuldigt er sich für das, was er getan hat. Daraufhin erleuchtet die Dunkle Elfe in einem warmen Licht und rettet ihn, indem sie ihn in eine Cyberelfe verwandelt. Bevor er verschwindet, erzählt er Zero, dass die Dunkle Elfe nicht böse ist. X zeigt sich und erzählt Zero von der Dunklen Elfe, die ebenfalls verschwindet. Sie wurde als Erlöserin unter den Namen „Mutter Elfe“ erschaffen, jedoch von einem Mann namens Weil verflucht und benutzt.
Inzwischen ruft eine mysteriöse Stimme jemanden namens Omega zum Handeln auf.
Das dritte Spiel ist nur wenig später angesiedelt. Von einem abgestürzten Raumschiff geht eine seltsame Energie aus, ähnlich wie sie die Dunkle Elfe verströmte, so dass Zero sich aufmacht, der Sache auf den Grund zu gehen. Im Wrack taucht Weil gemeinsam mit dem monströsen Reploiden Omega und dem reparierten X-Duplikat auf. Diese übernehmen die Herrschaft über Neo Arcadia und verschaffen Zero einen überraschenden Einblick in dessen Vergangenheit. Es stellt sich heraus, dass Omega im Kern der ursprüngliche Körper von Zero ist und er selbst nur eine Kopie mit dessen Gedächtnis. Zero vernichtet Omega mit Hilfe der drei Wächter, welche durch Omegas Explosion vernichtet werden. Zero selbst wird von der Dunklen Elfe gerettet.
Der vierte Teil der Serie setzt einige Wochen oder Monate nach Ende des dritten Spieles an. Dr. Weils Terrorherrschaft hat ihren Höhepunkt erreicht, egal ob Reploid oder Mensch, wer sich Weils Willen widersetzt gilt automatisch als Maverick und wird dementsprechend „entfernt“. Einige Menschen – unter anderem die Reporterin Neige – fliehen aus Neo Arcadia, um eine neue Heimat in einer Siedlung namens „Area Zero“, dem Absturzort der Eurasia-Weltraumkolonie (aus MMX 5) zu finden. Da der Umweltgenerator dort noch immer aktiv war, wachsen dort vollkommen normale Pflanzen, frei von jeglicher technischer Symbiose.
Dies veranlasst Weil seinen Ragnarok-Plan auszuführen. Er sendet acht Krieger aus und beauftragt sie damit, jegliche Natur zu vernichten, um die Menschen wieder nach Neo Arcadia zu treiben. Zero und der Widerstand versuchen das zu verhindern und die Menschensiedlung zu beschützen, obwohl die Menschen ihnen misstrauen. Weil wird aufgehalten und seine Satellitenwaffe Ragnarok zerstört. Zero tritt mit Ragnaroks Überresten in die Erdatmosphäre ein und gilt als verschollen.

### Spielablauf
Das grundlegende Spielkonzept ähnelt dem der ursprünglichen Mega-Man- und Mega-Man-X-Reihe. Es stehen in zwei Wellen je vier Bosse, die herausgefordert werden können zur Wahl, abgeschlossene Level können wieder besucht werden, um versteckte Gegenstände zu finden. Besiegte Bosse hinterlassen, nachdem sie besiegt wurden, zusätzliche Ausrüstung, die gegen bestimmte andere Bosse sehr effektiv ist oder Zero weitere Kampfmanöver verleiht. Nach jedem Level wird die Spielweise nach benötigter Zeit, erhaltenem Schaden, getöteten Gegnern und genutzten Elfen bewertet und Zero ein entsprechender Rang verliehen. In einigen Spielen der Serie ist eine sehr gute Wertung Voraussetzung für den Erhalt besonderer Fähigkeiten.
Die Auswahl der Waffen beschränkt sich auf eine Pistole, das aus Mega Man X bekannte Z-Saber, einen werfbaren Schild (Zero 1–3) sowie einen Speer (Zero 1), eine Peitsche (Zero 2), Tonfas (Zero 3) oder den Z-Knuckle (Zero 4, kann die Fähigkeit besiegter Feinde annehmen). Von diesen können immer zwei gleichzeitig ausgerüstet und über verschiedene frei belegbare Knöpfe wie z. B. den A-Knopf und die R-Schultertaste genutzt werden. Bis auf einige mit dem Z-Knuckle übernommene Waffen verfügen alle über unbegrenzte Energie/Munition.
Der Spielreihe eigen ist das Element der Cyber-Elfen. Diese können in versteckten Containern oder nach dem Besiegen bestimmter Gegner gefunden werden. In Mega Man Zero 1 und 2 existieren zwei Arten von Cyber-Elfen: Die häufiger anzutreffende Variante hilft Zero auf verschiedene Arten in dem aktuellen Spielabschnitt und verstirbt danach. Die seltenere Variante muss zunächst mit gefundenen E-Kristallen hochgezüchtet werden, um sich danach mit Zero zu vereinigen und einige seiner Eigenschaften wie Laufgeschwindigkeit oder Angriffsstärke permanent zu verbessern. In Mega Man Zero 3 können die meisten dieser beiden Varianten zusätzlich als Satellit umfunktioniert werden, von denen Zero bis zu zwei ausrüsten kann. Elfen im Satellitmodus können nach einem Spielabschnitt weiter verwendet werden und beeinflussen die Wertung bei Levelende nicht. In Mega Man Zero 4 wird das Elfensystem auf eine einzige Elfe reduziert, die durch Füttern mit E-Kristallen wächst und aus drei Kategorien Zero je einen Vorteil verschaffen kann. Solange die Kombination dieser drei Vorteile einen bestimmten Wert nicht überschreitet, wird Zeros Rangwertung nicht verschlechtert.

### Spiele
- Mega Man Zero – Game Boy Advance (2002)
- Mega Man Zero 2 – Game Boy Advance (2003)
- Mega Man Zero 3 – Game Boy Advance (2004)
- Mega Man Zero 4 – Game Boy Advance (2005)
- Mega Man Zero Collection – Nintendo DS (2010)

Cameo-Auftritte
- Onimusha Blade Warriors – PlayStation 2
- SNK vs Capcom: Chaos – PlayStation 2
- Boktai 2 – Game Boy Advance
- Tatsunoko vs. Capcom: Ultimate All Stars – Wii

### Musikalben
- Remastered Tracks Rockman Zero – (2004)
- Remastered Tracks Rockman Zero: Idea – (2004)
- Remastered Tracks Rockman Zero: Telos (ΤΕΛΟΣ) – (2004)
- Rockman Zero Game Ongaku Daizenshū -Rockman Zero 1~3- (ロックマンゼロ ゲーム音楽大全集 -ロックマン ゼロ1~3-) – (2004)
- Remastered Tracks Rockman Zero: Physis – (2005)
- Remastered Tracks Rockman Zero: Mythos (μύθος) – (2010)

## Mega Man ZX
In dem Spiel Mega Man ZX ist Vent bzw. Aile die Hauptperson. Ihr Chef heißt Giro, mit richtigen Namen Girouette. Sie sind Waisenkinder, da sie ihre Eltern durch Mavericks verloren haben. Sie sind Boten in einer Firma namens „Giro Express“. Als sie eine Lieferung von den Wächtern, die Widerstand leisten, erhalten, wird durch ein Unfall mit Mavericks das Leben von Vent bzw. Aile verändert: Sie kommen mit der Biometallform „Model X“ in Berührung und verwandeln sich daraufhin in Mega Man X (auch bekannt aus der Mega-Man-X-Reihe). Später verbindet sich Model X mit anderen bekannten Personen, die aus der Mega-Man-Zero-Reihe bekannt sind: Model Hx (Harpuia), Model Fx (Fefnir), Model Px (Phantom), Model Lx (Leviathan) und Model Ox (Den man nicht im Schwierigkeitsgrad „Leicht“ freispielen kann) auch bekannt als Omega. Alle haben andere Fähigkeiten: Px kann sich an Vorsprünge hängen, Fx kann Steine aus den Weg blasen, Lx kann unter Wasser schwimmen und Hx kann für eine Zeitlang schweben. Alle können ihre Attacken verstärken, indem sie in den Overdrive-Modus gehen. Dabei wird die Leiste der jeweiligen Modelle immer geringer, womit auch die Attacken enden. Model Ox hat viele spezielle Attacken, die im Overdrive-Modus aktivierbar sind. Die besondere Fähigkeit bei Model Ox ist, dass er ohne Bindung an eine Overdrive-Leiste in den Overdrive-Modus gehen kann.

### Spiele
- Mega Man ZX – Nintendo DS (2006/2007)
- Mega Man ZX Advent – Nintendo DS (2007/2008)

## Mega Man Legends

### Handlung
Der Spieler steuert Mega Man Volnutt, einen Teenager. Hier ist Mega Man ein Ausgräber, ein Archäologe, was bedeutet, dass er in unterirdischen Ruinen nach Überbleibseln untergegangener Zivilisationen sucht, um so seinen Lebensunterhalt zu verdienen. Er bekommt Hilfe oder Lehrstunden von seiner Adoptivschwester Roll und ihrem Großvater, Barrell Caskett. Zu schaffen machen ihnen die Bonnes, eine Gruppe von Piraten, bestehend aus dem Anführer Tiesel Bonne, seiner Schwester Tron (die ironischerweise in Mega Man vernarrt ist), dem großen „Baby“-Androiden Bon Bonne sowie den 40 Servbots (die flüchtig an Lego-Figuren erinnern). Es gibt bislang nur zwei Mega-Man-Legends-Spiele und ein Ableger-PlayStation-Spiel namens The Misadventures of Tron Bonne mit Tron Bonne und den 40 Servbots, die Tiesel und Bon Bonne retten müssen.

### Spiele
- Mega Man Legends/Mega Man 64 – PlayStation/Nintendo 64/PC/Playstation Portable (1998)
- Mega Man Legends 2 – PlayStation/Playstation Portable (2000)
- Misadventures of Tron Bonne – PlayStation (1999)

Cameo-Auftritte
- Namco × Capcom – PlayStation 2 (2005)

## Mega Man Battle Network
Bei den Mega-Man-Battle-Network-Spielen (ロックマンエグゼ, Rokkuman'eguze bzw. Rockman.EXE) handelt es sich um Action-Rollenspiele.

### Handlung
Die Reihe spielt im 21. Jahrhundert in einem Paralleluniversum, in dem Computer, nicht Roboter, wichtigster Gegenstand der Forschung waren. Das Ergebnis war das PET (PErsonal Terminal), ein kleiner Computer, der ähnlich wie ein Mobiltelefon oder PDA verwendet wird und dem eine variable künstliche Intelligenz innewohnt, der Net Navi (kurz für Net Navigator). Die Battle Network-Reihe dreht sich um die Abenteuer des relativ gewöhnlichen Schülers Lan Hikari und seinen sehr außergewöhnlichen Navi, Mega Man.EXE. Lan und Mega Man kämpfen in erster Linie gegen die finsteren Pläne des verrückten und erfolglosen Wissenschaftlers Wily, der offensichtlich eine Variante des Bösewichts der Originalserie darstellt. Meistens ist es Aufgabe des Spielers, die Navis von Wilys Lakaien zu besiegen (Die meisten Navis basieren auf Charakteren der Originalserie und sind entsprechend auch nach diesen benannt). Abseits der Kämpfe entspricht das Gameplay dem eines typischen RPGs. Im Kampf wird dem Spieler eine Mischung aus klassischem Mega-Man-Gameplay und RPG-Kämpfen geboten.

### Spiele
- Mega Man Battle Network – Game Boy Advance (2001)
- Mega Man Battle Network 2 – Game Boy Advance (2001)
- Mega Man Battle Network 3 White & Blue – Game Boy Advance (2002)
- Rockman.EXE WS (nur Japan) – Wonderswan (2003)
- Mega Man Network Transmission – GameCube (2003)
- Mega Man Battle Chip Challenge – Game Boy Advance (2003)
- Rockman.EXE N1 Battle (Wonderswan-Version von Battle Chip Challenge) – Wonderswan (2003)
- Mega Man Battle Network 4 Red Sun & Blue Moon – Game Boy Advance (2003)
- Rockman.EXE 4.5 Real Operation (nur Japan) – Game Boy Advance (2004)
- Mega Man Battle Network 5 Team Protoman & Team of Colonel – Game Boy Advance (2005)
- Mega Man Battle Network 5 DS Double Team – Nintendo DS (2006)
- Mega Man Battle Network 6 Cybeast Gregar & Cybeast Falzar – Game Boy Advance (2006)
- Rockman.EXE: The Medal Operation – Arcade-Automat

## Mega Man Starforce

### Handlung
Mega Man Starforce (auch Mega Man Star Force geschrieben; 流星のロックマン, Ryūsei no Rokkuman/Rockman) spielt im Universum der Battle-Network-Reihe und beginnt viele Jahre nach deren Ende.
Der Protagonist Geo Stelar ist ein am Anfang der Serie extrem introvertierter Junge, der den Verlust seines Vaters – welcher bei einer Weltraummission scheinbar ums Leben kam – nicht verkraftet. Er trifft auf den Außerirdischen Mega, eine auf Radiowellen basierende Lebensform. Stelar freundet sich nach und nach mit Mega an und hindert andere Außerirdische seiner Art daran, Schaden auf der Erde anzurichten.
Im ersten Teil Mega Man Starforce geht es darum Invasoren auch bekannt als FM-ians an ihren Machenschaften zu hindern. Der zweite Teil handelt davon, dass Geo Stelar mit einer ausgestorbenen Zivilisation namens Mu und all ihren eigenen Wellenwesen in Berührung kommt.

### Spielablauf
Das aus MMBN bekannte Internet wurde zu einer weitestgehend kabellosen Variante weiterentwickelt. Diese wird im Spiel als eine parallel zur realen Welt existierende Radiowellenwelt dargestellt.
Der Kampfablauf wurde gegenüber MMBN dahingehend verändert, dass die Spielfigur sich nun nicht mehr auf einem 3×3 Felder großen Bereich uneingeschränkt bewegen kann, sondern auf die vorderste Reihe beschränkt ist. Die Ansicht im Kampfablauf wurde des Weiteren von der Seitenansicht hinter ebendiese Reihe und damit in Mega Mans Rücken verschoben.

### Spiele
- Mega Man Starforce Dragon / Pegasus / Leo – Nintendo DS (2006/2007)
- Mega Man Starforce 2: Zerker × Ninja / Zerker × Saurian – Nintendo DS (2007/2008)
- Mega Man Starforce 3: Black Ace / Red Joker – Nintendo DS (2008/2009)

## Mega Man in Film und Fernsehen
Die Figur Mega Man, sein Roboterhund Rush und sein Mentor Dr. Light tauchten erstmals in der US-Cartoonserie Captain N auf. Mega Mans Aussehen unterscheidet sich jedoch stark von dem in den Spielen.
Später produzierte die Animationsfirma Ruby-Spears eine Mega-Man-Zeichentrickserie. Diese Serie hat den Titel „Mega Man“ und lief fast komplett im deutschen Fernsehen auf Pro Sieben. Die Serie ist aufgeteilt in zwei Staffeln. Die letzte Folge „Crime of the Century“ wurde nicht im deutschen Fernsehen veröffentlicht. Auch in dieser unterschieden sich einige der Figuren deutlich von ihren Videospiel-Vorbildern.
Mega Man erschien auch in Form von japanischen Manga und später auch in US-amerikanischen Comics.
Capcom wollte den US-amerikanischen Spielern Mega Man näher bringen und produzierte Anfang der 1990er drei Episoden, welche zu der US-amerikanischen Serie laufen sollten. Allerdings wurde das Konzept der kommenden US-Serie von Ruby-Spears ziemlich verändert, so dass die drei Episoden nie im Fernsehen liefen. Zum 15. Geburtstag Mega Mans wurde 2002 eine DVD auf den Markt gebracht mit dem Titel „Rockman: Hoshi ni negai wo“ (ロックマン 星に願いを; engl. Titel: „Mega Man: Upon a Star“) mit den drei „verschollenen Folgen“:
- 日本上陸 (Appearance in Japan)
- 星に願いを (Wishing upon a Star)
- 未来が危ない (Future Beware)

Es gibt auch zwei Anime-Serien zu Mega Man. Die erste basiert auf der Battle-Network-/EXE-Reihe und heißt Rockman.EXE. Eine stark nachbearbeitete Version der Animes wurde in den USA und Kanada unter dem Namen Mega Man NT Warrior veröffentlicht und lief seit dem 23. August 2004 auch auf RTL II. Jedoch fallen die „verwestlichten“ Versionen der Serie durch Schnitte auf, welche sie „kindergerechter“ machen sollten. So wurden auch viele Stellen entfernt, in denen auf den Bildschirm gezielt wurde, oder Schwerter vorkommen, da dies die Kinder angeblich hätte erschrecken können. Die zweite Anime-Serie ist Ryūsei no Rockman.
| Japanischer Titel | Japanische Folgenanzahl | Japanische Ausstrahlung | Titel des US-Verschnitts  | US/NA-Folgenanzahl BRD-Folgenanzahl     | US-Ausstrahlung BRD-Ausstrahlung                   |
| Rockman.EXE | Rockman.EXE             | Rockman.EXE             | Mega Man NT Warrior       | Mega Man NT Warrior                     | Mega Man NT Warrior                                |
| --- | ----------------------- | ----------------------- | ------------------------- | --------------------------------------- | -------------------------------------------------- |
| Rockman.EXE (ロックマンエグゼ, Rokkuman Eguze) | 56                      | 04.03.2002–31.03.2003   | Mega Man NT Warrior       | 48+4 = 52 42                            | 17.05.2003–09.12.2004 23.08.2004–19.10.2004        |
| Rockman.EXE Axess (ロックマンエグゼAXESS, Rokkuman Eguze Axess) | 51                      | 04.10.2003–25.09.2004   | Mega Man NT Warrior Axess | 45+1 = 46 –                             | 22.11.2004–09.12.2005 –                            |
| Rockman.EXE Stream (ロックマンエグゼStream, Rokkuman Eguze Stream) | 51                      | 02.10.2004–24.09.2005   |                           |                                         |                                                    |
| Gekijōban Rockman.EXE: Hikari to Yami no Program (劇場版ロックマンエグゼ 光と闇の遺産(プログラム), Rokkuman Eguze: Hikari to Yami no Puroguramu), auch genannt: Rockman.EXE: Hikari to Yami no Program (ロックマンエグゼ 光と闇の遺産(プログラム), Rokkuman Eguze: Hikari to Yami no Puroguramu) | Film                    | 12.03.2005 (Kino)       |                           |                                         |                                                    |
| Rockman.EXE Beast (ロックマンエグゼBEAST, Rokkuman Eguze Beast) | 25                      | 01.10.2005–01.04.2006   |                           |                                         |                                                    |
| Rockman.EXE Beast+ (ロックマンエグゼBEAST+, Rokkuman Eguze Beast+) | 26                      | 08.04.2006–30.09.2006   |                           |                                         |                                                    |
| Ryūsei no Rockman | Ryūsei no Rockman       | Ryūsei no Rockman       | Mega Man Star Force       | Mega Man Star Force                     | Mega Man Star Force                                |
| Ryūsei no Rockman (流星のロックマン, Ryūsei no Rokkuman) | 55                      | 07.10.2006–27.10.2007   | Mega Man Star Force       | 13 (entspricht 25 japanischen Folgen) – | 23.07.2007–10.12.2007 (Veröffentlichung im Netz) – |
| Ryūsei no Rockman Tribe (流星のロックマン トライブ, Ryūsei no Rokkuman Toraibu) | 21                      | 03.11.2007–29.03.2008   |                           |                                         |                                                    |

Im Mai 2010 erschien zudem ein Fanfilm zu Mega Man, der die Hintergrundgeschichte der beiden verfeindeten Wissenschaftler erzählt.